# Ивановка (Двуречанский район)
Ивановка (укр. Іванівка) — село, Новоегоровский сельский совет, Купянский район, (ранее Двуречанский район), Харьковская область, Украина.
Код КОАТУУ — 6321883305.

## Население
Население по переписи 2001 года составляет 82 (39/43 м/ж) человека.

### Языковой состав
Родной язык населения по данным переписи 2001 года:
| Язык        | Численность, чел. | Доля     |
| ----------- | ----------------- | -------- |
| Украинский  | 68                | 82,93 %  |
| Русский     | 13                | 15,85 %  |
| Белорусский | 1                 | 1,22 %   |
| Итого       | 82                | 100,00 % |

## Географическое положение
Село Ивановка находится в 10 км к югу от современной границы с Белгородской областью, в истоке речки Колодная, и в 2-х км от села Новоегоровка. На речке сделано несколько запруд. Рядом находится  небольшой садовый массив.

## История
Основано в конце XVIII века как личное имение Ивана Мечникова, деда известного русского  учёного Ильи Ильича Мечникова. На тот момент Ивановка входила в Купянский уезд Воронежского наместничества.

## Известные люди
В селе родился российский зоолог, эмбриолог, иммунолог, физиолог и патолог, лауреат Нобелевской премии в области физиологии и медицины 1908 года Илья Ильич Мечников (1845—1916).